# Un jeu brutal
Un jeu brutal è un film del 1983 diretto da Jean-Claude Brisseau.